# Jungdeutscher Orden
L'ordre jeune-allemand (en allemand Jungdeutscher Orden, souvent abrégé en Jungdo) est une organisation paramilitaire sous la république de Weimar.

## Histoire
Le groupe est fondé par Artur Mahraun en mars 1920 à Cassel.

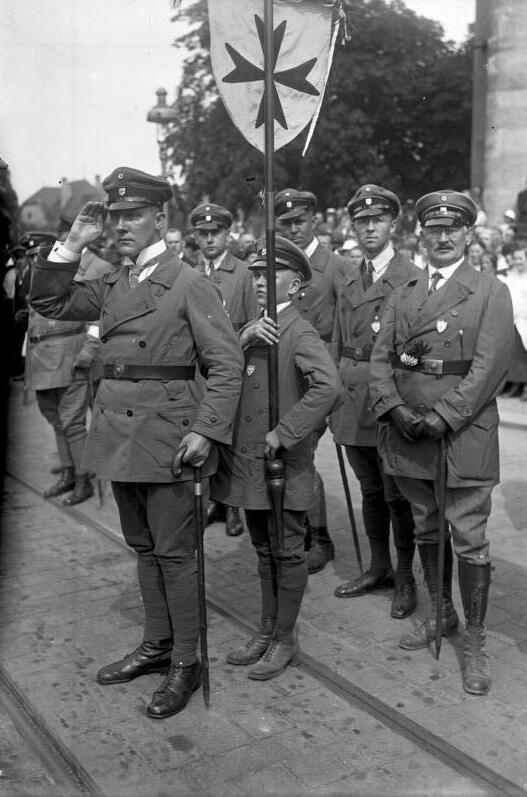
Artur Mahraun, fondateur, en juillet 1930

Ce groupe fait partie d'un courant politique nationaliste allemand. Son organisation de jeunesse s’appelle Jungdeutsche Jugend (jeunesse des jeunes allemands). Le bras politique du Jungdo, la Volksnationale Reichsvereinigung (Association nationale du Reich du peuple) fusionne avec le Parti démocrate allemand et des partis du Service populaire chrétien-social en 1930 pour devenir le Parti d'État allemand.
Jungdo est connue pour rassembler plus d'un million de membres avant 1933 bien que son fondateur reconnaisse bien plus tard n'avoir que 37 000 membres. À la différence des organisations similaires de l’époque, la moitié des membres sont des femmes.
En 1933, Jungdo est interdit par les dirigeants nazis et son fondateur doit se cacher.

## Idéologie
L'organisation a pour but de faire revivre les idéaux du mouvement de jeunesse d'avant-guerre Wandervogel et résonne particulièrement parmi les anciens Freikorps et les groupes paramilitaires de droite. Ses membres partagent une expérience commune au front de la première guerre mondiale et veulent  reconstruire l'empire allemand, mais sans monarchie ni dictature. Cela s'accompagne d'une position  anticommuniste.
L'Ordre a une position clairement antisémite à l'égard de la « question juive ». Un paragraphe aryen est également introduit dans la constitution de l'Ordre.

## Organisation
Son nom et son symbole sont inspirés par les chevaliers de l'ordre teutonique (Deutscher Orden).
L'organisation de l'ordre est similaire à la structure des ordres de chevaliers médiévaux. Ainsi le président de l'ordre s'appelait « Hochmeister »  ou « Grand Maître » et les associations régionales « Balliages »", les groupes locaux s'appelaient eux-mêmes « confréries ».

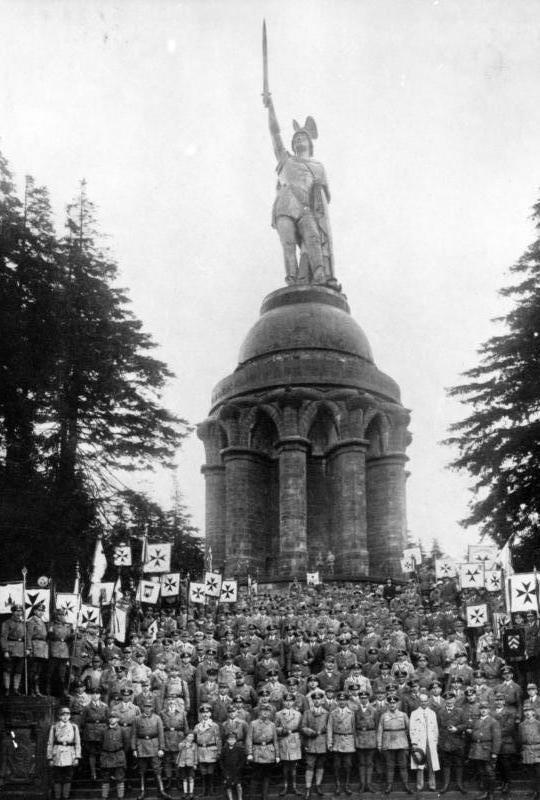
Rencontre du Jungdeutsher Orden à Hermannsdenkmal en Rhénanie-du-Nord-Westphalie, 9 août 1925

## Référence
- (en) Cet article est partiellement ou en totalité issu de l’article de Wikipédia en anglais intitulé « Young German Order » (voir la liste des auteurs).

1. ↑  (de) Deutsche Biographie, « Mahraun, Artur - Deutsche Biographie », sur www.deutsche-biographie.de (consulté le 19 août 2021)
2. 1 2  (de) DER SPIEGEL, « Auf gute Nachbarschaft », sur www.spiegel.de (consulté le 19 août 2021)
3. 1 2  Wolfgang Lohmüller: Der Jungdeutsche Orden. (PDF) auf neuepolitik.com, abgerufen am 12. Mai 2016.
4. ↑  Hans Mommsen, « The German Resistance against Hitler and the Restoration of Politics », The Journal of Modern History, vol. 64,‎ 1992, p. 120 (ISSN 0022-2801, lire en ligne, consulté le 19 août 2021)
5. ↑  Michael Wildt: Generation des Unbedingten: Das Führungskorps des Reichssicherheitshauptamtes. Hamburger Edition, Hamburg 2003,  (ISBN 3-930908-87-5).
6. ↑  Uwe Lohalm: Völkischer Radikalismus. Die Geschichte des Deutschvölkischen Schutz- und Trutz-Bundes. 1919–1923 (= Hamburger Beiträge zur Zeitgeschichte 6). Leibniz-Verlag, Hamburg 1970,  (ISBN 3-87473-000-X), S. 211–213.